# Cedric Brudenell-Bruce (7e marquis d'Ailesbury)
Chandos Sydney Cedric Brudenell-Bruce, 7e marquis d'Ailesbury (26 janvier 1904 - 15 juillet 1974), titré comte de Cardigan entre 1911 et 1961, est un pair britannique.

## Jeunesse et éducation
Il est le fils de George Brudenell-Bruce (6e marquis d'Ailesbury), et de Caroline Sydney Anne Madden. Il fait ses études au Collège d'Eton et à Christ Church, Oxford.

## Carrière
Brudenell-Bruce devient juge de paix du Wiltshire en 1938. Au cours de la Seconde Guerre mondiale, il sert dans le Royal Army Service Corps, période au cours de laquelle il est mentionné dans les dépêches. Il est capturé et passe du temps comme prisonnier de guerre, mais s'échappe. En 1950, il occupe le poste de lieutenant-adjoint du Wiltshire. Il est conseiller du comté du Wiltshire en 1961. Il est investi en tant que Commandeur de l'Ordre de Saint-Jean de Jérusalem. Il écrit les livres suivants, sous le nom de Cardigan : La jeunesse va vers l'Est, 1928 ; Le pilote amateur, 1933 ; Les gardiens de la forêt de Savernake, 1949; J'ai marché seul, 1950 ; La vie et les loyautés de Thomas Bruce, 1951. Il succède à son père comme marquis à la mort de ce dernier le 4 août 1961. Il écrit ensuite deux autres livres, sous le nom d'Ailesbury : L'histoire de la forêt de Savernake, 1962 ; Réglage de ma montre par le cadran solaire, 1970.
Ce dernier livre, Setting My Watch by the Sundial, est un court mémoire qui jette une lumière intéressante sur sa vie personnelle, dont une grande partie est liée aux livres qu'il a écrits. Selon ce livre, au début des années 1920, il est un grand fan de voitures et profite de chaque occasion pour conduire les derniers modèles. Au cours de cette période de sa vie, il participe à certaines publications de voitures de sport, à des critiques de voitures et d'événements de course. Son premier livre, Youth Goes East, raconte son voyage à travers l'Europe dans une voiture sponsorisée, avec sa femme et un ami. Tout le voyage est une campagne publicitaire élaborée parrainée par une entreprise automobile de premier plan, pour montrer la durabilité de leur nouveau modèle. Dans le processus, le livre révèle de nombreuses observations extrêmement intéressantes sur des parties de l'Europe qui sont encore en ruine à la suite de la Première Guerre mondiale une dizaine d'années auparavant. Le livre lui-même (Youth Goes East) ne fait aucune mention du parrainage ou du modèle spécifique de la voiture utilisée, car le livre n'a aucun rapport avec la campagne publicitaire.
À la fin des années 1920 et au début des années 1930, il devient un passionné de pilotage de petits avions. Dans son livre de 1933, Amateur Pilot, il écrit une sorte de guide du pilotage d'avions à une époque où l'on n'a besoin que d'un avion et d'un champ vide, pour faire le tour du pays. Il fournit de nombreuses anecdotes intéressantes concernant ses expériences dans l'aviation, ainsi qu'un regard intéressant sur cette ère non réglementée pour les pilotes amateurs.
Avec le déclenchement de la Seconde Guerre mondiale, il devient officier dans l'armée et est capturé au début de 1940. Après son évasion, il traverse l'Europe à pied, traversant la France jusqu'en Espagne, tout en prenant des notes de ses exploits, qui sont ensuite publiés dans son quatrième livre en 1950, I Walked Alone. À son retour en Angleterre, il joue un rôle moins actif dans l'armée, principalement en tant qu'instructeur d'avion. Pendant ce temps, dans sa maison du Wiltshire, son père supervise la transformation du domaine familial et de sa forêt dense en un vaste dépôt de munitions pour l'armée. Alors que I Walked Alone ne traite que de la magnifique évasion, Setting My Watch continue de détailler ses activités dans l'armée tout au long de la guerre. A la fin de la guerre en Europe, il est choisi pour mettre en place et animer plusieurs camps de personnes déplacées. L'inclusion de ce chapitre touche à une période très intéressante et moins connue immédiatement après la guerre.
À sa retraite du service actif en 1945 et à son retour en Angleterre, il s'installe de nouveau dans l'une des maisons du domaine familial du Wiltshire. Cependant, le siège de la famille, Tottenham House, est converti en une école de garçons. En train de faire place à l'école, il va dans le sous-sol, et trouve des centaines de cartons pleins de vieux documents de famille. Les recherches qui suivent conduisent à la création de son troisième livre, Les gardiens de la forêt de Savernake, qui contient un aperçu détaillé de l'histoire étonnante de sa famille et de la ligne de succession ininterrompue au sein de la famille des gardiens héréditaires qui ont supervisé la forêt de Savernake (l'une des forêts royales) depuis l'époque de Guillaume le Conquérant. La forêt de Savernake est la propriété de la Couronne jusqu'aux années 1540, lorsque Edward Seymour, 1er duc de Somerset, obtient la propriété de la forêt. Depuis, la forêt est la propriété privée de la famille. La nature particulière de la tutelle a auparavant permis à la succession de passer à un héritier féminin, plutôt que de tomber au plus proche héritier masculin en dehors de la famille immédiate. Cette tradition est maintenue après que la forêt soit devenue la possession de la famille, permettant à la propriété forestière de passer de la famille Seymour à la famille Bruce et à la famille Brudenell-Bruce. Les recherches de Cédric sont initialement publiées dans un magazine de la société historique locale, le Wiltshire Archaeological and Natural History Magazine, entre 1946 et 1948.
D'autres recherches familiales conduisent à la publication du cinquième livre, The Life and Loyalties of Thomas Bruce: A Biography of Thomas, Earl of Ailesbury and Elgin, Gentlemen of the Bed-chamber to King Charles II and to King James II, 1656-1741, sur Thomas Bruce (2e comte d'Ailesbury).
Le sixième livre, L'histoire de la forêt de Savernake, est une version mise à jour de son livre précédent sur la forêt. Comme il l'explique, The Wardens se concentre davantage sur les individus responsables de la forêt, tandis que The History se concentre davantage sur la transformation de la forêt elle-même au cours des 1000 dernières années, alors que ses limites sont constamment élargies et contractées, et que ses arbres deviennent plus denses, et au fur et à mesure que les cerfs sont déplacés d'un parc à l'autre. De plus, alors que The Wardens se termine à l'époque édouardienne, The History aborde les événements du 20e siècle qui conduisent à la transition du contrôle familial au contrôle gouvernemental. Dans les temps modernes, les coûts d'entretien de la forêt sont devenus prohibitifs et la famille loue la forêt à la Commission des forêts, pour 999 ans.
Il quitte l'Angleterre à contrecœur à la fin des années 1960, pour éviter les impôts fonciers. Il passe le reste de sa vie en dehors de l'Angleterre, tout comme son ancêtre Thomas Bruce. Le titre de son dernier livre Setting My Watch by the Sundial fait référence à Thomas Bruce, ce qui est expliqué au début de ce livre.

## Mariages
Lord Ailesbury se marie trois fois.
Sa première épouse est Joan Houlton Salter, fille de Stephen Salter, le 5 juillet 1924; décédé le 24 juillet 1937. Ils ont Michael Brudenell-Bruce (8e marquis d'Ailesbury) (né en 1926) et Chandos Gerald Piers Brudenell-Bruce (1929-1980).
Il se remarie à Joyce Quennell, fille de Charles Warwick-Evans et ancienne épouse de Peter Courtney Quennell, le 11 mars 1944. Le couple divorce en 1948.
Il épouse en troisièmes noces Jean Frances Margaret Wilson, fille de John Addison Wilson, le 20 février 1950. Le couple a un enfant, Charles Adam Brudenell-Bruce, en 1951. Elle est décédée en 1999.

## Sources
- 'AILESBURY', Who's who, A & C Black, 1920-2007; édition en ligne, Oxford University Press, décembre 2007.
- « Person Page », sur thepeerage.com (consulté le 2 janvier 2024)
- Peter W. Hammond, éditeur, The Complete Peerage or a History of the House of Lords and All its Members From the Early Times, Volume XIV : Addenda & Corrigenda (Stroud, Gloucestershire, UK : Sutton Publishing, 1998).
- GE Cokayne; avec Vicary Gibbs, HA Doubleday, Geoffrey H. White, Duncan Warrand et Lord Howard de Walden, éditeurs, The Complete Peerage of England, Scotland, Ireland, Great Britain and the United Kingdom, Extant, Extinct or Dormant, nouvelle édition, 13 volumes en 14 (1910-1959 ; réimpression en 6 volumes, Gloucester, Royaume-Uni : Alan Sutton Publishing, 2000).